# Рудка (Мінський повіт)
Рудка (пол. Rudka) — село в Польщі, у гміні Мрози Мінського повіту Мазовецького воєводства.
Населення — 225 осіб (2011).
У 1975-1998 роках село належало до Седлецького воєводства.

## Демографія
Демографічна структура станом на 31 березня 2011 року:
|          | Загалом | Допрацездатний вік | Працездатний вік | Постпрацездатний вік |
| -------- | ------- | ------------------ | ---------------- | -------------------- |
| Чоловіки | 92      | 14                 | 60               | 18                   |
| Жінки    | 133     | 23                 | 56               | 54                   |
| Разом    | 225     | 37                 | 116              | 72                   |